# Suu Minazuki
水無月 すう
Œuvres principales
- Tombée du ciel
- Plunderer

Suu Minazuki (水無月 すう, Minazuki Sū) est un mangaka japonais né à Fukuoka dans la préfecture de Fukuoka au Japon. Il est principalement connu pour être l'auteur de Tombée du ciel et de Plunderer.

## Œuvres

### Mangas
- Night Keeper : Premier œuvre publié dans Gangan Powered en 2001 ;
- Watashi no Messiah-sama (ja) (私の救世主さま?) : prépublié dans le Monthly Shōnen Gangan entre 2002 et 2004 ;
  - Watashi no Messiah-sama: Lacrima (私の救世主さま 〜Lacrima〜?) : prépublié dans le Monthly GFantasy entre 2004 et 2007 ;
- Endless Pain : publié dans le Monthly Shōnen Ace ;
- Judas (ja) : prépublié dans le Monthly Shōnen Ace entre 2004 et 2006[3] ;
- La Sorciele Majo (La Sorciele魔女?) : prépublié entre les 2e et 3e numéros du Weekly Young Jump en 2006 (écrit par Hideyuki Komiya)[4] ;
- Tombée du ciel (そらのおとしもの, Sora no otoshimono?) : prépublié dans le Monthly Shōnen Ace entre 2007 et 2014 ;
- Gō-dere bishōjo Sora Nagihara♥ (ja) (豪デレ美少女 凪原そら♥, Gō-dere bishōjo Nagihara Sora?) : prépublié dans le Young Animal Island puis dans le Young Animal Innocent entre 2007 et 2014 et dans le Young Animal Arashi en 2013[5] ;
- Seven Ocean : prépublié dans le Mankaku entre 2007 et 2008 ;
- He~nshin!!: Sonata Birdie Rush (ja) (へ〜ん○しん!! 〜そなたバーディ・ラッシュ〜?) : prépublié dans le Monthly Young Jump entre 2008 et 2010[6] ;
- Daisuki desu!! Mahō tenshi Cosmos (大好きです!!魔法天使こすもす?) : prépublié dans le Young Ace entre 2010 et 2013 (dessiné par Takahiro Seguchi)[7] ;
- Plunderer (プランダラ?) : prépublié dans le Monthly Shōnen Ace depuis 2014[2] ;
- Dokunie Cooking (毒贄クッキング?) : prépublié dans le Young Animal entre 2017 et 2019[8] ;

### Jeux vidéo
- UnchainBlades ReXX (ja) (アンチェインブレイズ レクス, AncheinBureizu Rekusu?) : Character designer de Lapis (développé par FuRyu, sorti le 14 juillet 2011).